# 黄石街道
黄石街道（こうせきがいどう）は、広州市白雲区の街道。現行行政地名は黄石街道江夏第一社区、黄石街道元邦社区などの社区13個がある。

## 地理
広州市白雲区の南中部に位置している。

## 行政区画
13社区を管轄する。

## 施設

### 交通
・地下鉄の駅：